# Тёсовский
Тёсовский — посёлок (ранее посёлок городского типа) Новгородского муниципального района Новгородской области, входит в состав Тёсово-Нетыльского сельского поселения.

## География
Посёлок расположен в 51 км к северо-западу от Великого Новгорода.

## История
Решением Новгородского облисполкома № 840 от 26 октября 1959 г. посёлок Тёсово II Новгородского района был отнесён к категории рабочих посёлков с изменением наименования на рабочий посёлок Тёсовский.
В соответствии с Областными законами от 7 июня 2004 года № 284-ОЗ и от 17 января 2005 года № 400-ОЗ «Об установлении границ муниципальных образований, входящих в состав территории Новгородского муниципального района, наделении их статусом городских и сельских поселений и определении административных центров», р.п. Тёсовский — административный центр Тёсовского городского поселения Новгородского муниципального района Новгородской области. Постановлением Новгородской областной думы № 1061-ОД от 24 июня 2009 года преобразован в сельский населённый пункт — посёлок Тёсовский.

## Демография

### Численность населения
| 1959 | 1970 | 1979 | 1989 |
| ---- | ---- | ---- | ---- |
| 3077 | 1949 | 1424 | 1302 |

| 2002 | 2009 | 2010 | 2012 | 2013 | 2014 |
| ---- | ---- | ---- | ---- | ---- | ---- |
| 1049 | ↘809 | ↗934 | ↘883 | ↘831 | ↘787 |

## Транспорт
В 20 км от посёлка — железнодорожная станция Октябрьской железной дороги Горёнка (на линии Новгород-на-Волхове — Павловск). До середины 2000-х годов в посёлке находилась станция Тёсово-2 Тёсовской УЖД, действовало пассажирское сообщение.

## Экономика
Основной вид производства — добыча торфа на Тёсовских болотах. До середины 2000-х действовало торфопредприятие «Тёсово-2», до 1996 года являвшееся частью Тёсовского торфопредприятия. Экономические трудности начала 1990-х вызвали сначала распад единого предприятия, а после и закрытие всех предприятий, кроме «Тёсово-1», расположенного в посёлке Тёсово-Нетыльский.

## Культура
В посёлке имеются общеобразовательная школа, больница, детский санаторий «Тёсово-2».